# Ness of Burgi

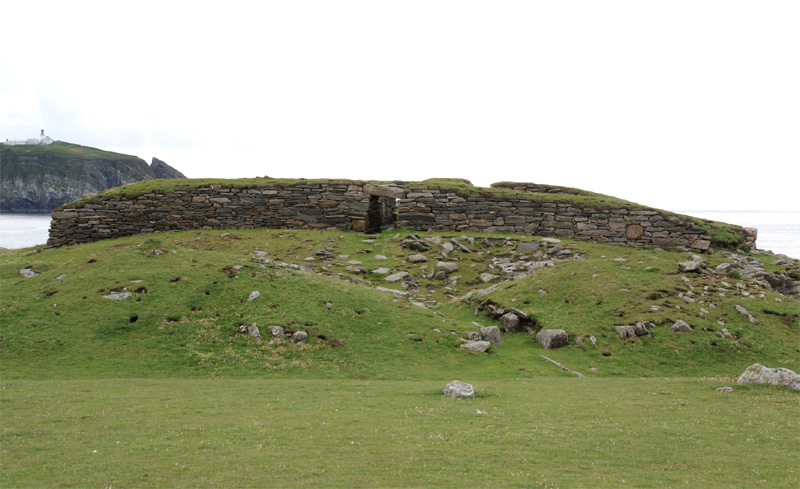
Von Westen (Landseite) aus gesehen

Das Ness of Burgi ist ein Promontory Fort (oder Dun, hier wegen der rechteckigen Form Blockhouse genannt) mit Elementen eines Brochs, bei Sumburgh auf den schottischen Shetlandinseln. Von der A970 zweigt bei Bracks, kurz vor dem Flughafen Sumburgh eine kleine Straße nach Süden ab, die am Scat Ness entlangführt. Der nur zu Fuß erreichbare Küstenvorsprung, auf dem das Fort liegt, ist durch Erosion gefährdet.
Die südliche Spitze von Shetlands Hauptinsel Mainland gabelt sich in zwei etwa drei Kilometer lange, felsige Landspitzen, beide wurden wahrscheinlich während der Eisenzeit befestigt. Die Westspitze besitzt entlang ihrer Ostküste zwei Forts, eines ist Scatness, von dem bereits die Hälfte durch Erosion ins Meer gestürzt ist. Das andere, weiter außen gelegene, ist Ness of Burgi.
Beide Anlagen wurden 1935 ausgegraben, aber keine erbrachte Daten für ihren Bau. Die Steine der Ausgrabung von Burgi wurden in einem ordentlichen, aber irreführenden Haufen an der Außenmauer aufgebaut. Das Fort ist durch einen breiten Wall geschützt, der außen mit Steinlagen verstärkt ist. Flankiert wird der Wall, der die Landspitze abriegelt, auf beiden Seiten durch je einen in den Felsen geschnittenen Graben. Ein gerader mit Steinen gefasster Durchgang führt durch den Festungswall, bis hinter den inneren Graben.

Ness of Burgi
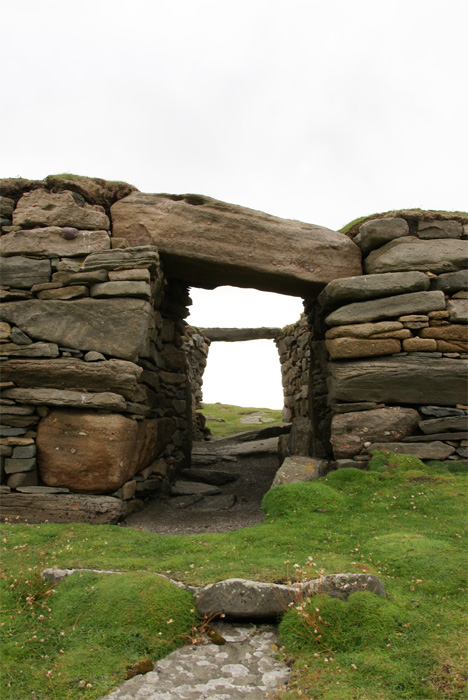
Zugang – von außen
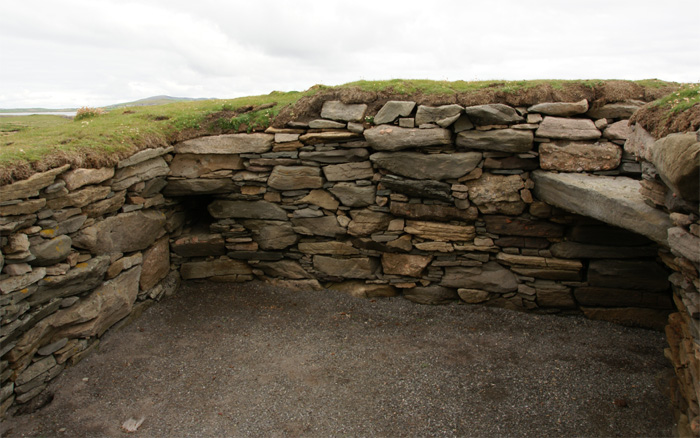
Südkammer
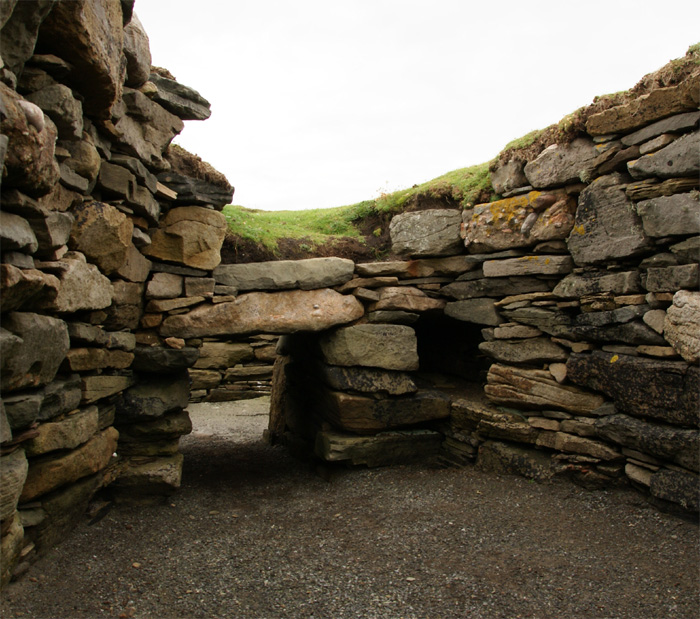
Nordkammer von Norden
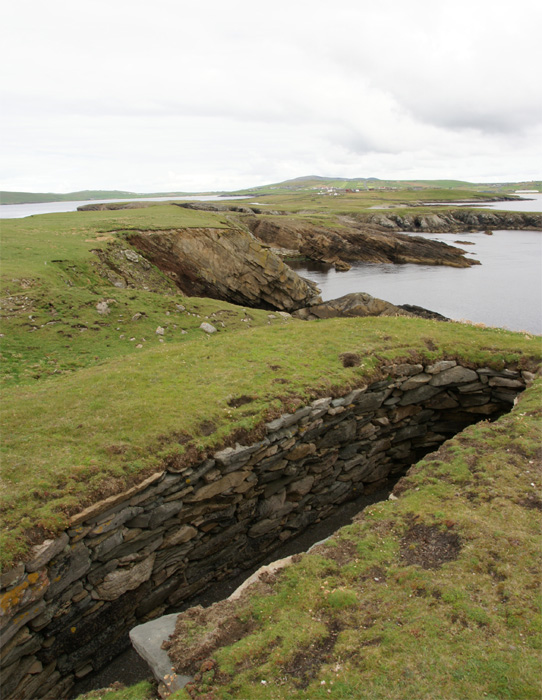
Nordkammer von Süden
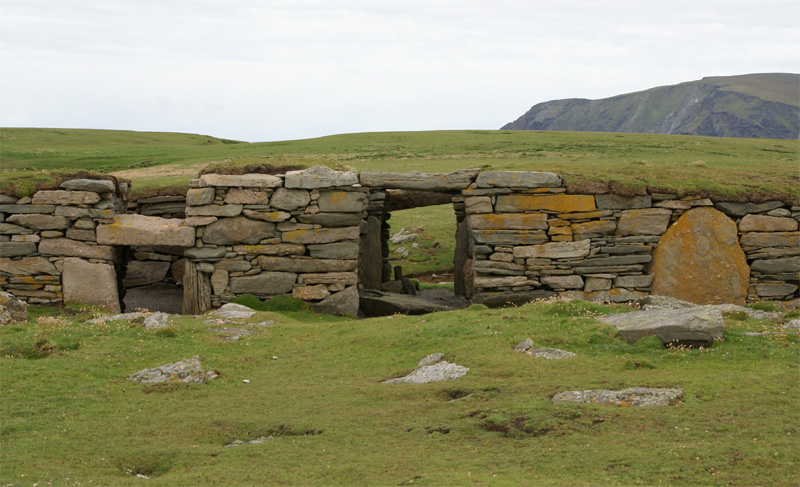
Osteingang

Das Mauerwerk des Forts erhebt sich noch mehr als 1,5 m. Ursprünglich hat der Wall, einen höheren Aufbau (vier Meter), der über dem ungewöhnlich niedrigen mit Platten gedeckten Durchgang teilweise erhalten ist. Das 22 m lange Fort hat sechs Meter dicke Wände.
Eine Wächterzelle im Durchgang und Riegellöcher zeigen an, dass es eine Türsicherung gab, wie sie eigentlich bei Brochs üblich ist. Auch die nur von innen erreichbare Öffnung an der Ostseite des Durchgangs und eine andere Zelle auf der Westseite, sind Elemente die für Brochs üblich waren. Über irgendwelche Gebäude im Fort ist nichts bekannt.